# Asthenia buckleyi
Asthenia buckleyi är en fjärilsart som beskrevs av Druce 1890. Asthenia buckleyi ingår i släktet Asthenia och familjen påfågelsspinnare. Inga underarter finns listade i Catalogue of Life.